# Mizukami
Mizukami (jap. 水上村 Mizukami-mura) – wieś w Japonii, na wyspie Kiusiu, w prefekturze Kumamoto. Według danych na rok 2020 miejscowość zamieszkiwało 2 033 mieszkańców , a gęstość zaludnienia wyniosła 10,6 os./km².